# هوبرت ديفيس
هوبرت ديفيس (بالإنجليزية: Hubert Davis)‏ مواليد 17 مايو 1970 في وينستون-سالم، هو لاعب كرة سلة أمريكي معتزل أصبح مدرباً مساعدا. بدأ مسيرته الاحترافية في سنة 1992. تم اختياره من قبل فريق نيويورك نيكس خلال الدرافت. يدرب في تجمع ساحل الأطلسي. يبلغ طوله 6 قدم 5 بوصة (2.0 م). حقق المركز الأول في الألعاب الجامعية الصيفية 1991. اعتزل اللعب في 2004. أحرز خلال مسيرته في الإن بي إيه 5583 نقطة بمعدل 8.2 نقاط في المباراة الواحدة.

## المسيرة الاحترافية
لعب مع نيويورك نيكس من سنة 1992 إلى 1996، ثم لعب مع تورونتو رابتورز في موسم 1996–1997، ثم لعب مع دالاس مافيريكس من سنة 1997 إلى 2001، ثم لعب مع واشنطن ويزاردز من سنة 2000 إلى 2002، ثم لعب مع ديترويت بيستونز من سنة 2002 إلى 2004، ثم لعب مع بروكلين نتس في سنة 2004.

## الميداليات
| الميدالية | المسابقة                      |
| --------- | ----------------------------- |
| ذهبية     | الألعاب الجامعية الصيفية 1991 |

## روابط خارجية
- هوبرت ديفيس على موقع إن بي أي (الإنجليزية)
- هوبرت ديفيس على موقع سبورتس رفرنس (الإنجليزية)
- هوبرت ديفيس على موقع كرة السلة الأوروبية.كوم (الإنجليزية)
- هوبرت ديفيس على موقع كلية كرة السلة في سبورتس رفرنس.كوم (الإنجليزية)
- هوبرت ديفيس على موقع ريلجم (الإنجليزية)
- هوبرت ديفيس على موقع بروبوليرز (الإنجليزية)
- هوبرت ديفيس على موقع كلية كرة السلة في سبورتس رفرنس.كوم (الإنجليزية)